# Ковалев (Лодзинське воєводство)
Ковалев (пол. Kowalew) — село в Польщі, у гміні Бучек Ласького повіту Лодзинського воєводства.
Населення — 109 осіб (2011).
У 1975-1998 роках село належало до Серадзького воєводства.

## Демографія
Демографічна структура станом на 31 березня 2011 року:
|          | Загалом | Допрацездатний вік | Працездатний вік | Постпрацездатний вік |
| -------- | ------- | ------------------ | ---------------- | -------------------- |
| Чоловіки | 54      | 4                  | 38               | 12                   |
| Жінки    | 55      | 6                  | 30               | 19                   |
| Разом    | 109     | 10                 | 68               | 31                   |